# InformationWeek
InformationWeek — американский журнал, посвящённый информационным технологиям для бизнеса, также организует отраслевые конференции, проводит рыночные исследования. Редакция — в Сан-Франциско, принадлежит британскому издательскому дому Informa (до 2018 года — CMP Media и UBM Technology).
В период 1985—2013 выходил как ежемесячное печатное издание (Information Week), впоследствии — только как интернет-журнал; на момент прекращения выпуска бумажных экземпляров было 220 тыс. подписчиков. В 1990-е годы выходило более десятка региональных версий.
По состоянию на конец 2010-х годов у сайта журнала 2,24 млн ежемесячных посещений; общее количество участников мероприятий (виртуальных и очнных) — более 40 тыс. человек.